# Fonches-Fonchette
Fonches-Fonchette är en kommun i departementet Somme i regionen Hauts-de-France i norra Frankrike. Kommunen ligger i kantonen Roye som tillhör arrondissementet Montdidier. År 2022 hade Fonches-Fonchette 169 invånare.

## Befolkningsutveckling
Antalet invånare i kommunen Fonches-Fonchette
| Referens: INSEE |